# Jerry Schatzberg

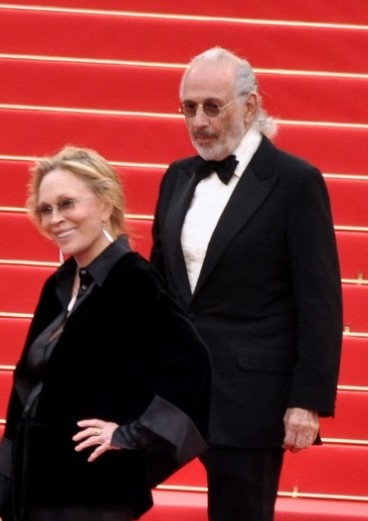
Schatzberg tillsammans med Faye Dunaway på Filmfestivalen i Cannes 2011.

Jerry Schatzberg, född 26 juni 1927 i Bronx i New York, är en amerikansk fotograf och filmregissör. Bland hans verk finns Fågelskrämman (1973), som vann Guldpalmen vid Filmfestivalen i Cannes 1973. År 2004 satt han med i juryn för festivalen. Som fotograf har han blivit publicerat i bland annat Vogue, Esquire, Cosmopolitan och Life. Ett av hans mest kända fotografier är omslaget till Bob Dylans album Blonde on Blonde (1966).

## Filmografi (urval)
- 1971 – Panik i Needle Park
- 1973 – Fågelskrämman
- 1979 – The Seduction of Joe Tynan
- 1980 – På väg igen
- 1984 – No Small Affair
- 1987 – Street Smart
- 1995 – Lumière et Compagnie